# Лессона, Лодовико
Лодовико Лессона (итал. Lodovico Lessona; 14 июля 1928, Турин — 4 ноября 1972, близ Пловдива, Болгария) — итальянский пианист. Сын музыкального критика Микеле Лессоны.
Окончил в 1947 году Туринскую консерваторию, президентом которой в это время был его отец. Ученик Артуро Бенедетти Микеланджели. В 1949 году получил вторую премию на первом Международном конкурсе пианистов имени Бузони (первая не была присуждена).
Преподавал в Алессандрии и Кальяри, с 1961 г. профессор Туринской консерватории. Выступал в дуэте со скрипачом Сальваторе Аккардо, записал с ним Первую и Девятую («Крейцерову») сонаты Людвига ван Бетховена. В 1968 г. основал камерный ансамбль «Туринские солисты» (итал. Solisti di Torino), занявший заметное место в туринской музыкальной жизни. В рамках ансамбля и независимо от них выступал в составе фортепианного дуэта с женой Франкой Лессона (1930—2009).
Вместе с тремя коллегами по «Туринским солистам» — скрипачом Роберто Форте, альтистом Лучано Моффа и виолончелистом Умберто Эгадди — погиб в авиакатастрофе во время болгарских гастролей.
Имя Лодовико Лессоны носит музыкальная школа в Вольпьяно.